# Barra de São Francisco (gemeente)
Barra de São Francisco is een gemeente in de Braziliaanse deelstaat Espírito Santo. De gemeente telt 44.244 inwoners (schatting 2014).

## Aangrenzende gemeenten
De gemeente grenst aan Água Doce do Norte, Águia Branca, Ecoporanga, Mantenópolis, Nova Venécia, Vila Pavão en Mantena (MG).